# Їржі Панош
Їржі Максим Панош (чеськ. Jiří Maxim Panoš, нар. 15 листопада 2007, Пльзень, Чехія) — чеський футболіст, вінгер клубу «Вікторія» (Пльзень).

## Ігрова кар'єра

### Клубна
Їржі Панош народився у місті Пльзень і займатися футболом почав у місцевому клубі «Клатови 1898». У 2019 році він приєднався до молодіжної команди іншого клубу з міста Пльзень — «Вікторія». В липні 2024 року Панош підписав з клубом свій перший професійний контракт. Вже наступного дня 20 липня Панош дебютував в першій команді «Вікторії», коли вийшов на заміну у матчі чемпіонату країни проти столичної «Дукли».
8 серпня 2024 року у матчі кваліфікації Ліги Європи проти українського «Кривбаса» Їржі Панош забив переможний гол і став наймолодшим чеським бомбардиром у єврокубках.

### Збірна
В складі юнацької збірної Чехії (U-17) Їржі Панош брав участь у юнацькому чемпіонаті Європи, що проходив на Кіпрі. На турнірі Панош провів три матчі.